# Vật liệu vô định hình
Vật liệu vô định hình là chất rắn không có trật tự xa (hay cấu trúc tuần hoàn) về vị trí cấu trúc nguyên tử. (Chất rắn có trật tự xa về vị trí cấu trúc nguyên tử gọi là chất rắn tinh thể). Hầu hết các nhóm vật liệu có thể thấy hoặc được cấu trúc từ dạng vô định hình. Ví dụ, thủy tinh là gốm vô định hình, nhiều polymer (như polystyrene) là vô định hình. Kim loại vô định hình hình cũng là một loại vật liệu vô định hình.

## Cấu trúc vô định hình

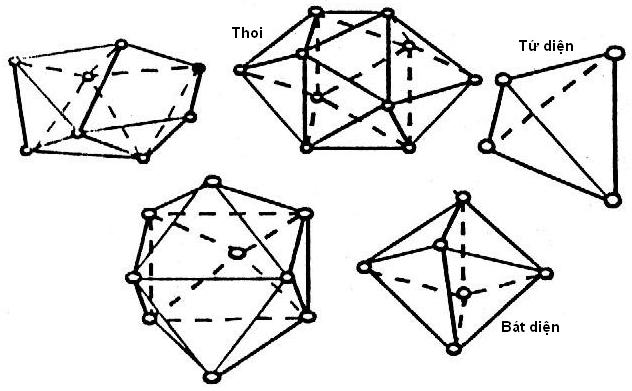
Năm loại mạng cơ bản trong cấu trúc trật tự gần theo mô hình Berna

Cấu trúc tinh thể là cấu trúc có tính trật tự xa, có nghĩa là tính chất sắp xếp tuần hoàn có mặt ở trong độ dài rất lớn so với hằng số mạng tinh thể. Cấu trúc vô định hình có nghĩa là bất trật tự, nhưng về mặt thực chất, nó vẫn mang tính trật tự nhưng trong phạm vi rất hẹp, gọi là trật tự gần (short-range order). 
Trạng thái vô định hình là trạng thái của vật liệu gồm những nguyên tử được sắp xếp một cách bất trật tự sao cho một nguyên tử có các nguyên tử bao bọc một cách ngẫu nhiên nhưng xếp chặt xung quanh nó. Khi xét một nguyên tử làm gốc thì bên cạnh nó với khoảng cách d dọc theo một phương bất kỳ (d là bán kính nguyên tử) có thể tồn tại một nguyên tử khác nằm sát với nó, nhưng ở khoảng cách 2d, 3d, 4d... thì khả năng tồn tại của nguyên tử loại đó giảm dần. Cách sắp xếp như vậy tạo ra trật tự gần. Vật rắn vô định hình được mô tả giống như những quả cầu cứng xếp chặt trong túi cao su bó chặt một cách ngẫu nhiên tạo nên trật tự gần (Theo mô hình quả cầu rắn xếp chặt của Berna và Scot). 

Hàm phân bố xuyên tâm của Natri lỏng (a) so với Natri tinh thể (c) và hàm mật độ

Cấu trúc vô định hình (trật tự gần) được hình thành từ năm loại mạng chính (hình vẽ), tỉ lệ nguyên tử chiếm 65% thể tích, còn lại 35% là lỗ trống, và số lân cận gần nhất là 5.
Hàm phân bố xuyên tâm trong cấu trúc vô định hình được cho bởi:
{\displaystyle F(r)=4\pi r^{2}\rho _{0}(1+{\frac {1}{2\pi \rho _{0}r}}\int _{0}^{\infty }[S(Q)-1]Qsin(Q.r)dr)}
với {\displaystyle \rho _{0}} là mật độ trung bình, {\displaystyle r} là vector vị trí, {\displaystyle Q={4sin\theta }/\lambda } là vector tán xạ, {\displaystyle \theta } là góc tán xạ, {\displaystyle \lambda } là bước sóng, {\displaystyle S(Q)} là giao thoa trên cơ sở cường độ tán xạ.

## Các phương pháp chế tạo vật liệu vô định hình
- Nguội nhanh từ thể lỏng

Là phương pháp được dùng phổ biến trong công nghệ luyện kim, nguyên tắc là dùng một môi trường làm lạnh, thu nhiệt của hợp kim nóng chảy trong thời gian rất ngắn để chúng không kịp kết tinh trong quá trình hóa rắn. Phương pháp nguội nhanh phổ biến nhất là phương pháp "nóng chảy - quay", được mô tả như sau:
Hợp kim được nóng chảy và phun lên bề mặt một trống kim loại được quay với tốc độ rất nhanh (thường làm bằng cách kim loại truyền nhiệt tốt ví dụ như đồng) đóng vai trò môi trường thu nhiệt. Hợp kim sẽ bị dàn mỏng thành dạng băng mỏng và làm lạnh với tốc độ rất nhanh (tốc độ tới hàng triệu độ một giây) và tạo ra các hợp kim có cấu trúc vô định hình. Trong tiếng Anh, thuật ngữ "melt-spinning" là để chỉ phương pháp nguội nhanh. Phương pháp này có nhiều cách khác nhau như nguội nhanh đơn trục (dùng 1 trống) hay nguội nhanh hai trục (sử dụng 2 trống đồng quay tiếp xúc. Phương pháp "nóng chảy-quay" được dùng để chế tạo các hợp kim vô định hình, không thể chế tạo các kim loại vô định hình vì kim loại tinh khiết có tốc độ làm lạnh tới hạn rất cao. Phương pháp này tạo ra các băng hợp kim mỏng và được áp dụng phổ biến trong công nghiệp.
Phương pháp nguội nhanh khác là hút đúc hợp kim từ thể lỏng: hợp kim được nấu nóng chảy, sau đó hút vào khuôn làm lạnh bằng đồng được làm lạnh bằng nước. Cách này cho các hợp kim dạng khối với tốc độ làm lạnh chỉ vài trăm độ một giây.
- Bắn phá vật liệu nguồn bằng chùm điện tử, ion có năng lượng cao
- Nghiền cơ học động năng cao: cho các bột kim loại hoặc hợp kim vô định hình
- Thiêu kết áp lực cao từ bột hợp kim..